# Spiro Agnew

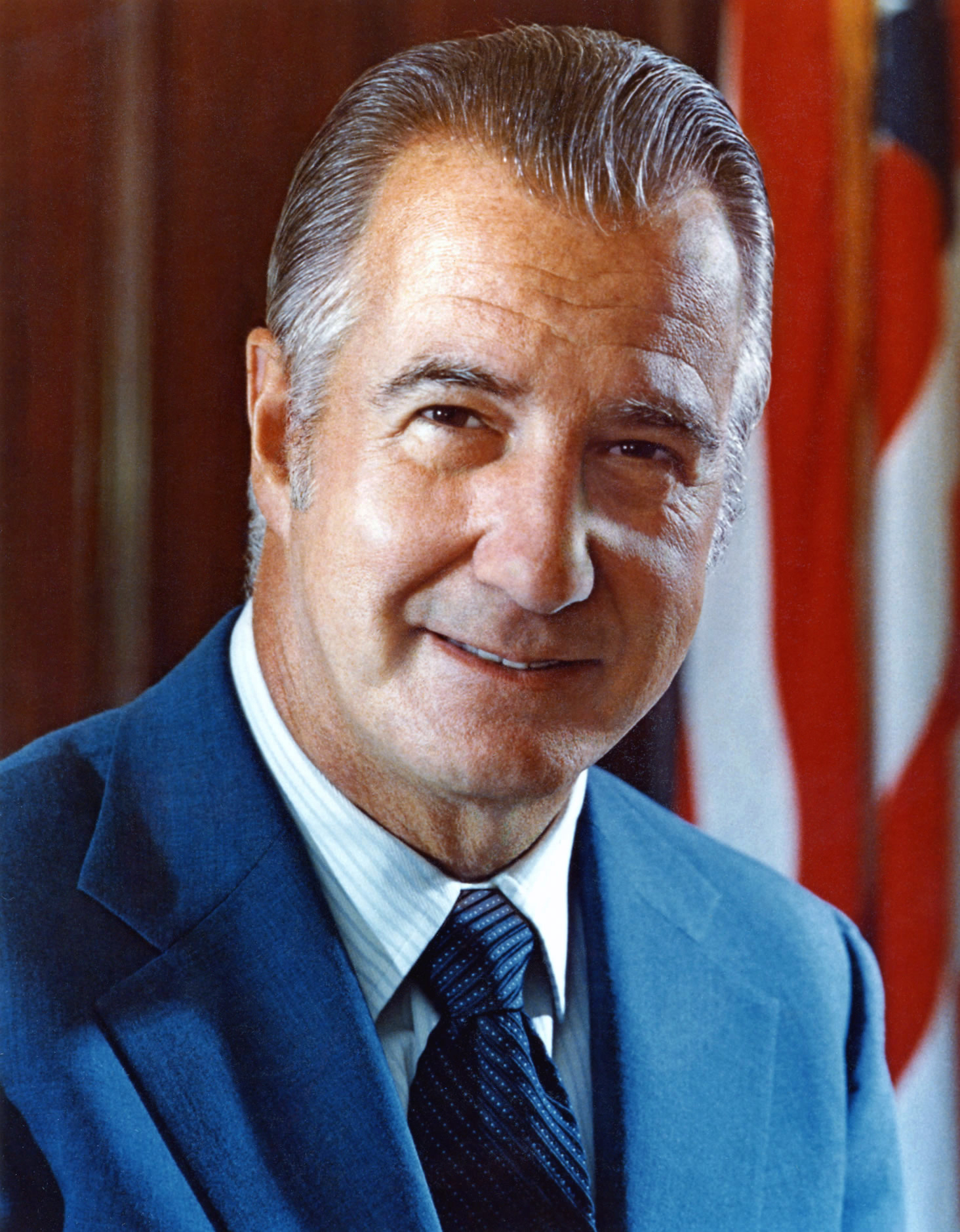
Spiro Agnew (1972)

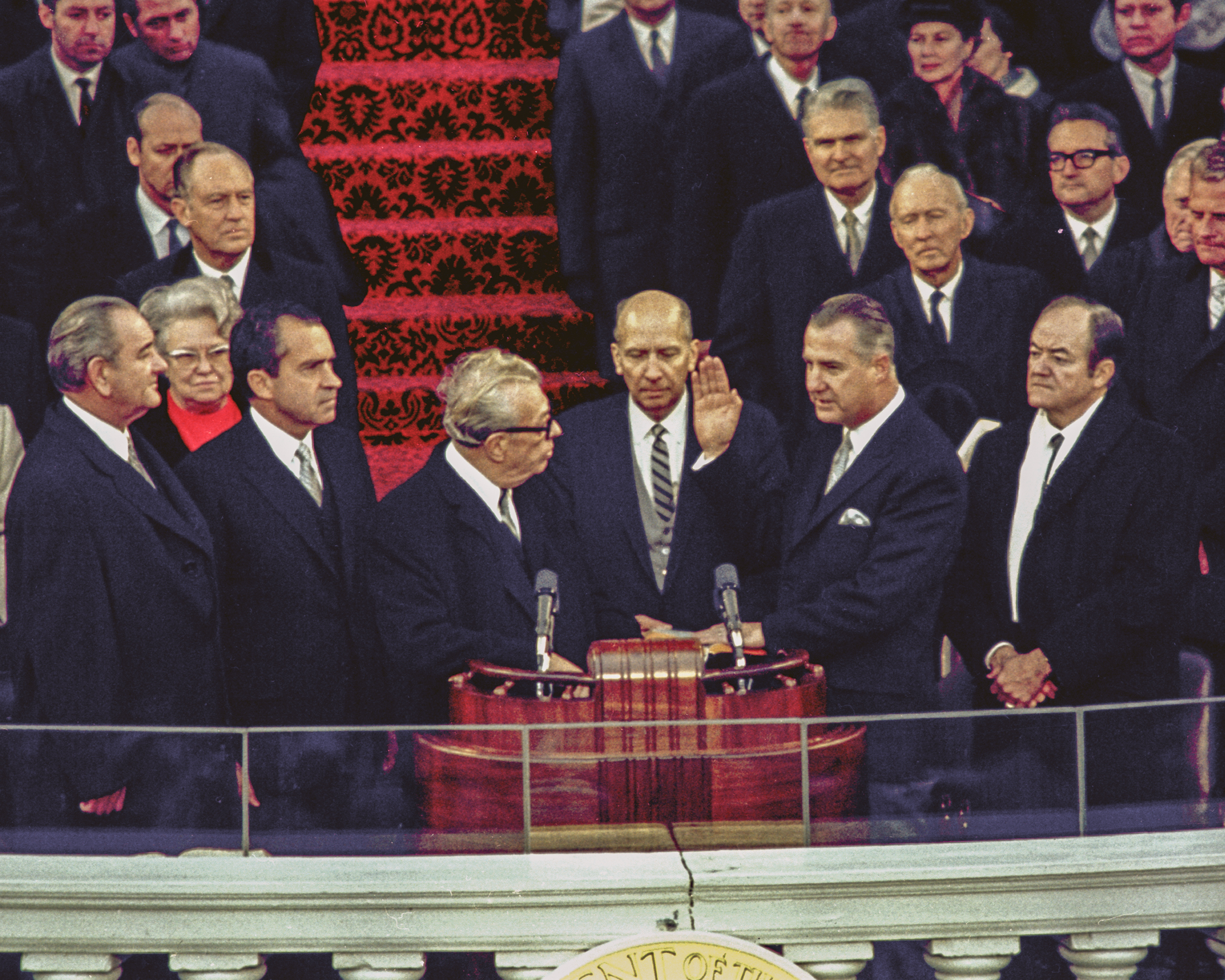
Agnew (Mitte rechts) bei seiner Vereidigung im Januar 1969, dahinter der scheidende Vizepräsident Hubert H. Humphrey. Links Richard Nixon und Lyndon B. Johnson

Spiro Theodore Agnew (* 9. November 1918 in Baltimore, Maryland; † 17. September 1996 in Berlin, Maryland) war ein US-amerikanischer Politiker (Republikanische Partei). Er amtierte vom 25. Januar 1967 bis zum 7. Januar 1969 als Gouverneur des  Bundesstaates Maryland sowie anschließend als 39. Vizepräsident der Vereinigten Staaten unter Präsident Richard Nixon. 1973 wurde er wegen einer Anklage wegen Bestechlichkeit und Steuerhinterziehung zum Rücktritt gezwungen.

## Leben
Spiro Agnew wurde als Sohn von Theodore Spiros Agnew, einem griechischen Einwanderer, der seinen ursprünglichen Namen Anagnostopoulos (Αναγνωστόπουλος) abgekürzt hatte, und dessen Frau Margaret Marian, geborene Akers und verwitwete Pollard, geboren. Der Vater stammte aus dem kleinen Ort Gargalianoi auf der Peloponnes und war etwa um das Jahr 1900 herum in die Vereinigten Staaten ausgewandert. Seine Mutter stammte aus Bristol (Virginia).
Nach dem Schulbesuch studierte Agnew zunächst Chemie an der Johns Hopkins University, später Rechtswissenschaften an der University of Baltimore. Am 27. Mai 1942 heiratete er Elinor Judefind, genannt Judy, mit der er vier Kinder hatte. Im Zweiten Weltkrieg diente er 1944/45 bei der 10th Armored Division in Europa.
1947 konnte er sein Studium mit dem Grad eines Bachelor abschließen und wurde danach Assistent des Personalchefs eines großen US-amerikanischen Lebensmittelunternehmens. Im Koreakrieg wurde Agnew mehrfach ausgezeichnet.

### Anwalt und Politiker
Agnew wandte sich dann als Rechtsanwalt der Kommunalpolitik zu. Bis 1946 rechnete er sich zu den Demokraten, danach galt er als Republikaner. Ihm gelang eine relativ steile politische Karriere. Nach nur wenigen Jahren politischer Tätigkeit in öffentlichen Ämtern, darunter vier Jahren als county executive (ungefähr „Landrat“ in Deutschland) von Baltimore County, wurde er am 8. November 1966 zum Gouverneur von Maryland gewählt. Am 25. Januar 1967 wurde er für dieses Amt vereidigt. Er galt zunächst als Befürworter der Gleichberechtigung von Schwarzen, griff aber nach dem Einsetzen der Unruhen der 1960er Jahre hart gegen die Bürgerrechtsbewegung durch, was ihm zwar heftige Kritik einbrachte, ihn aber für ein Amt unter dem späteren Präsidenten Richard Nixon empfahl. Im Vorfeld der Präsidentschaftswahl 1968 war Agnew jedoch zunächst Unterstützer von Nelson Rockefeller. Nachdem dieser seine Kandidatur zurückgezogen hatte, ohne Agnew zeitnah darüber zu unterrichten, wandte er sich Nixon zu.
Im Sommer 1968 wurde Agnew auf der Republican National Convention als Running Mate von Nixon zum Vizepräsidentschaftskandidaten gewählt. Die Nominierung Agnews als Vizepräsidentschaftskandidat durch Nixon kam für die amerikanische Öffentlichkeit relativ überraschend. Außerhalb Marylands war Agnew weitgehend unbekannt. Im anschließenden Präsidentschaftswahlkampf machte er auch nicht immer eine glückliche Figur und fiel vereinzelt durch abfällige Bemerkungen über ethnische Gruppen auf. Die Wahl am 5. November 1968 konnte das republikanische Duo dann knapp gewinnen.

### Vizepräsident der Vereinigten Staaten

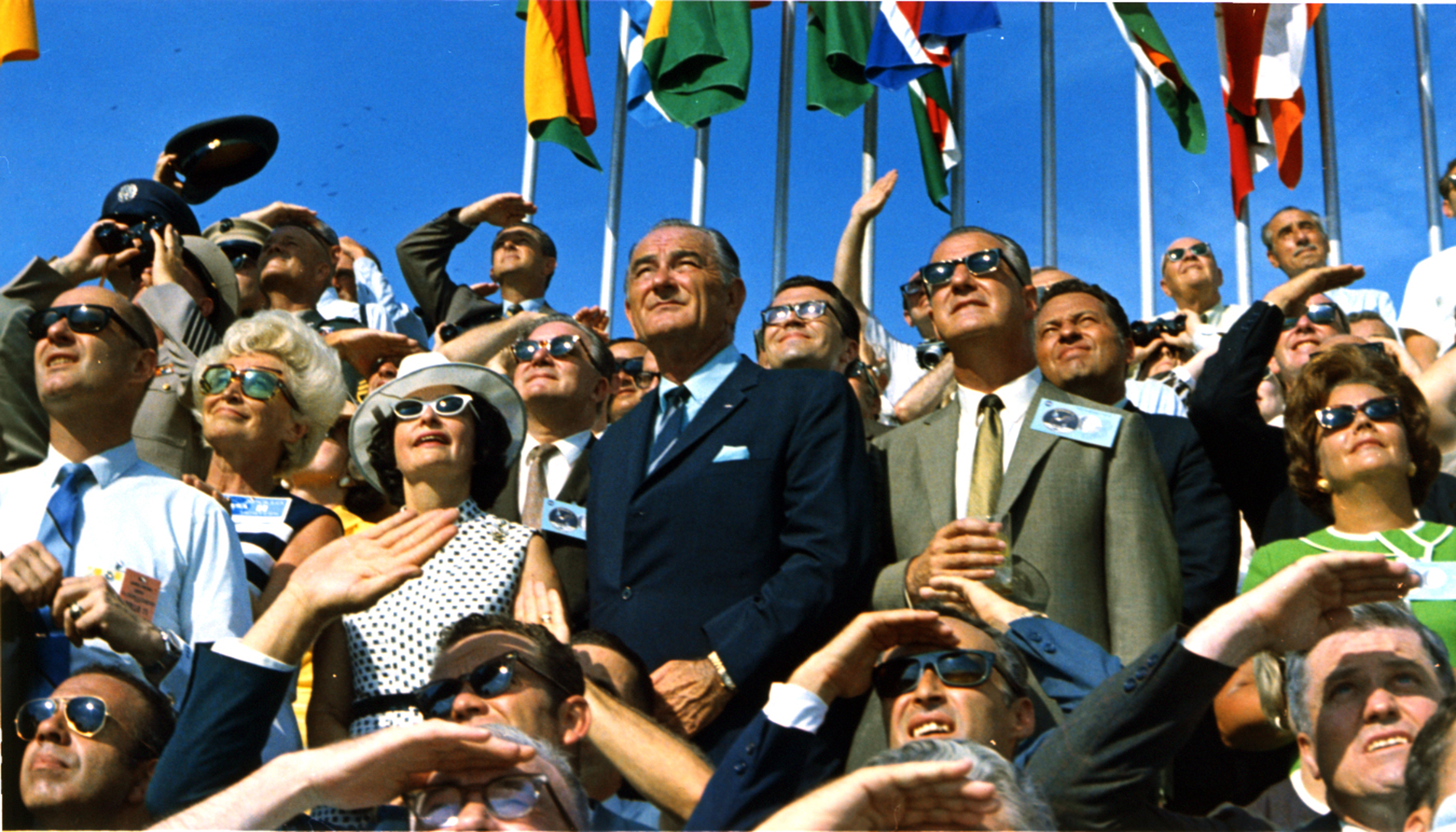
Agnew (graues Jackett, rechts neben Ex-Präsident Johnson) beobachtet den Start der Apollo-11-Mission zum Mond im Juli 1969

Seit dem 20. Januar 1969 war Agnew Vizepräsident (Kabinett Nixon). Im August 1972 wurde er erneut als republikanischer Vizepräsidentschaftskandidat für die Wahl im November 1972 nominiert. Die anschließende Wahl konnten Nixon und Agnew sehr deutlich für sich entscheiden. Im Januar 1973 trat er seine zweite Amtszeit an. Während seiner Zeit als Vizepräsident gehörte Agnew nicht zum engeren Zirkel um den Präsidenten. Daher war er nicht näher an wichtigen Regierungsentscheidungen beteiligt. Prägende Ereignisse dieser Zeit waren vor allem der Vietnamkrieg und Rassenunruhen in amerikanischen Großstädten.

#### Rücktritt
Am 10. Oktober 1973 trat Agnew von seinem Posten zurück. Damit war er der zweite Vizepräsident in der US-Geschichte, der zurücktrat. (Der erste war John C. Calhoun, der 1832 sein Amt aufgrund einer Staatskrise niederlegte.) Gegen Agnew war eine Untersuchung angestrengt und ein Strafverfahren aufgenommen worden. Ihm wurde vorgeworfen, dass er ab 1967 während seiner Amtszeit als Gouverneur von Maryland von verschiedenen Bau- und Ingenieurunternehmen Bestechungsgelder in Höhe von mehr als 140.000 US-Dollar vor oder nach dem Zustandekommen von Regierungsaufträgen angenommen hätte. Ein Teil dieser Zahlungen erfolgte gemäß Anklage, als Agnew bereits Vizepräsident war. Er beteuerte vor seinem Rücktritt energisch seine Unschuld. Im ersten Prozess kam es am 10. Oktober 1973 auf Betreiben von United States Attorney General Elliot L. Richardson zu einem Deal im Strafverfahren, so dass Agnew eine Haftstrafe erspart blieb. Der Gedanke hinter diesem Vorgehen war laut dem Politikwissenschaftler Ron Christenson, dass eine Entfernung von Agnew aus dem Amt des Vizepräsidenten als wichtiger angesehen worden sei als seine Verurteilung zu einer Freiheitsstrafe.
Agnew plädierte „nolo contendere“ auf eine Einzelklage wegen Steuerhinterziehung. Er bestritt damit diesen Vorwurf der Steuerhinterziehung nicht mehr. Als Ausgleich hierfür ließen die Ankläger den Vorwurf der Bestechlichkeit fallen, brachten jedoch auch die Beweismittel für diesen und verwandte Vorwürfe in die Anklageschrift ein. Agnew wurde zu einer Strafe von 10 000 US$ verurteilt und erhielt drei Jahre Bewährungsauflage. In seiner 1980 erschienenen Autobiographie Go Quietly...Or Else versuchte Agnew, den Vorwurf der Bestechlichkeit zu entkräften und stellte seinen Rücktritt als Folge von Intrigen und Druck aus dem Weißen Haus gegen ihn dar. Jedoch zeigte die veröffentlichte Anklageschrift gegen ihn, dass er in seinen politischen Ämtern von einem engen Netzwerk von Personen umgeben war, die wirtschaftliche Vorteile in Form von Regierungsaufträgen suchten und die ihm im Gegenzug dafür verschiedene Vergünstigungen gewährt hatten.
In einem Zivilverfahren, das 1976 unter Beteiligung von John Banzhaf im Namen von Steuerzahlern des Staates Maryland begann, wurde Agnew am 27. April 1981 zur Zahlung von 248.735 US-Dollar an den Bundesstaat verurteilt. Das Gericht sah es auf Basis der 1973 im Strafverfahren eingereichten Beweismittel als erwiesen an, dass Agnew von verschiedenen Auftragnehmern staatlicher Aufträge illegale Rückvergütungen in Höhe von 147.500 US-Dollar erhalten habe. Er wurde zur Begleichung dieses Betrags und der seither auf 101.235 US-Dollar gewachsenen Zinsen verurteilt. Nach einem erfolglosen Berufungsverfahren, das sich über das Jahr 1982 hinzog, beglich Agnew Anfang 1983 die inzwischen auf 268.482 US-Dollar angewachsene Summe. Der Versuch, die Rückzahlung als Sonderausgaben auf seine Steuerzahlungen anzurechnen, wurde im April 1989 zurückgewiesen.
Nach seinem Rücktritt galt Agnew lange Zeit als politische persona non grata und war danach nicht mehr politisch aktiv.
Mit Agnews Rücktritt wurde erstmals der 1967 in Kraft getretene 25. Zusatzartikel zur US-Verfassung angewendet, indem Richard Nixon den Kongressabgeordneten Gerald Ford zu Agnews Nachfolger als Vizepräsident ernannte. Ford wurde nach Nixons Rücktritt am 9. August 1974 infolge der Watergate-Affäre US-Präsident.

### Sonstiges
Berühmt war Agnew durch seine Reden geworden, in denen er Opposition und Medien mit fast dichterischen Redewendungen attackierte. Am bekanntesten wurde die Alliteration nattering nabobs of negativism („plaudernde Nabobs der Negativität“). Urheber dieser und anderer Stilblüten war Agnews Ghostwriter William Safire, aus dessen Feder auch das an effete corps of impudent snobs („verweichlichtes Korps unverschämter Snobs“) stammte. Beide zielten in erster Linie auf die von Nixon und Agnew ungeliebte Presse.
Den auch von Joe Cocker gesungenen Song der Band The Beatles, With a Little Help from My Friends, wollte er als Vizepräsident verbieten lassen, da es sich angeblich um eine Aufforderung zum Drogenkonsum handle, wodurch das Lied in den USA zur subversiven Hymne wurde.
Agnew wurde ein Blitzableiter für die öffentliche Meinung, weil er in der Öffentlichkeit aggressiv die US-amerikanische Kriegspolitik in Vietnam zu verteidigen versuchte.
Erst 2019 wurde in einem Special Report der Rachel Maddow Show bekannt gemacht, dass Agnew 1980 zwei Millionen US-Dollar von dem saudischen Kronprinzen Fahd ibn Abd al-Aziz erbeten hatte. Agnew, Anhänger antisemitischer Verschwörungstheorien, wollte die Summe einsetzen, um gegen eine von ihm eingebildete Bedrohung vorzugehen, nämlich „gegen zionistische Feinde, die meine einst großartige Nation zerstören“ (against the zionist enemies who are destroying my once great nation), wie Agnew in seinem Bittbrief schrieb. Seiner Meinung nach würden Juden die amerikanischen Medien kontrollieren und hätten eine „organisierte Kampagne“ (organized attack) betrieben, um zu verhindern, dass er nach der Amtsenthebung Nixons Präsident wird, da er „niemals der Fortsetzung der ungerechten und desaströsen Bevorzugung Israels zustimmen würde“ (would never agree to the continuance of the unfair and disastrous favoring of Israel). Ein Dankesschreiben Agnews belegt, dass der saudische Kronprinz der Bitte Folge geleistet hat.
Einen seiner letzten öffentlichen Auftritte hatte er im April 1994 bei der Beerdigung Richard Nixons. Agnew erkrankte an Leukämie und starb am 17. September 1996 im Alter von 77 Jahren.